# مانو
مانو هي بلدية في اليابان، وبلدة في اليابان، تقع في كاغاوا، وأياغاوا، بلغ عدد سكانها 17,814 نسمة وذلك حسب إحصائيات سنة 2018، تبلغ مساحتها 194.45 كيلومتر مربع.

## معرض صور

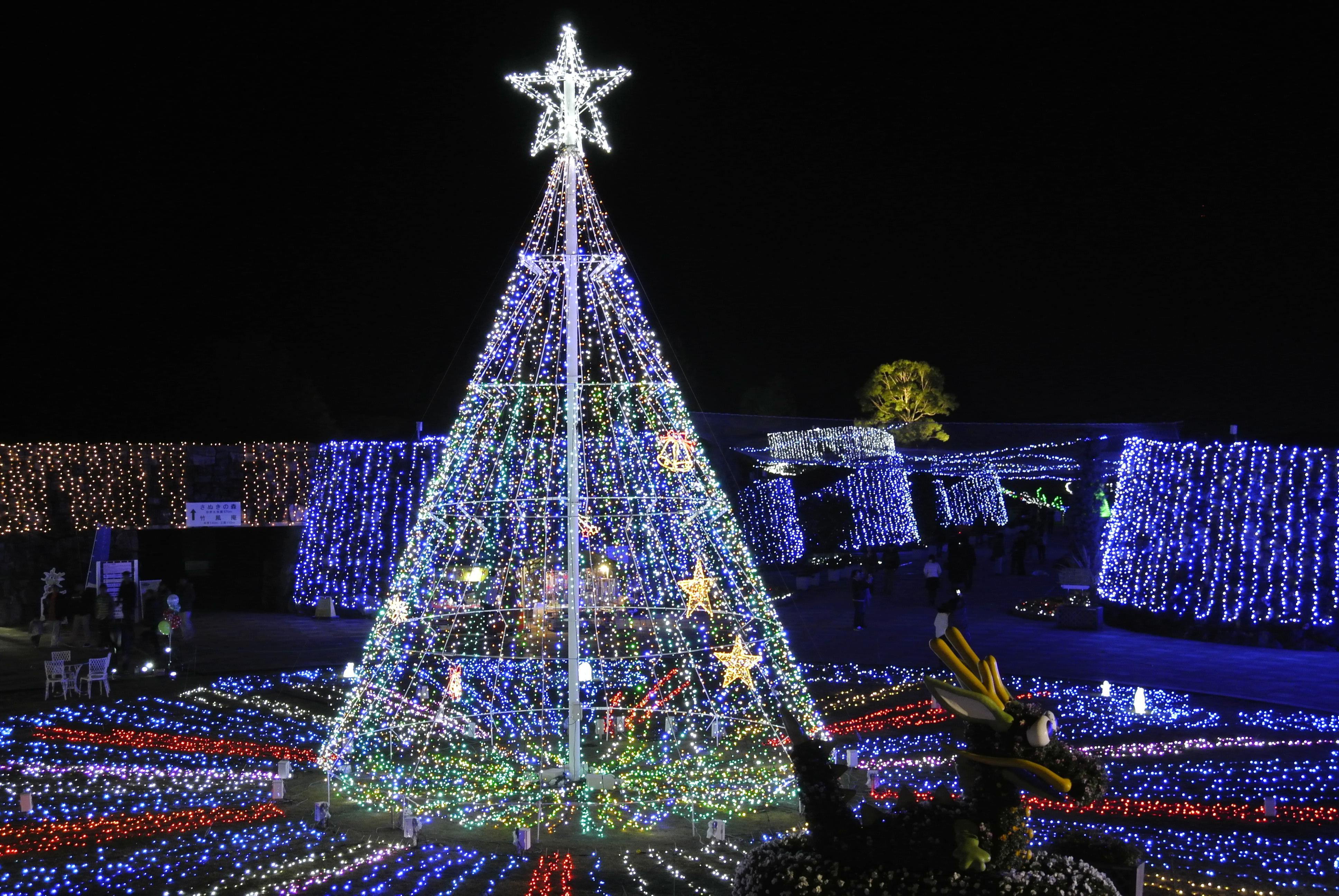
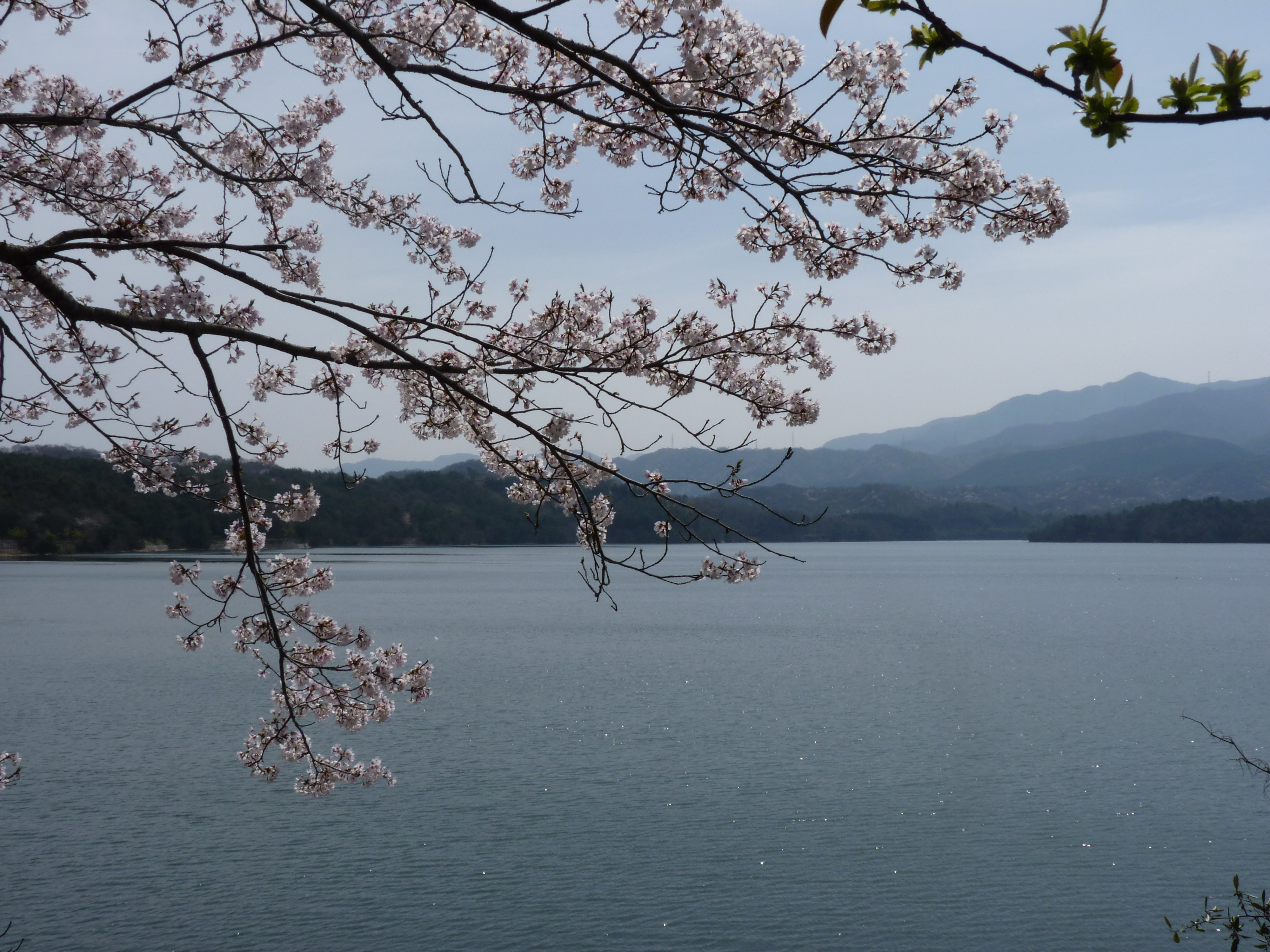
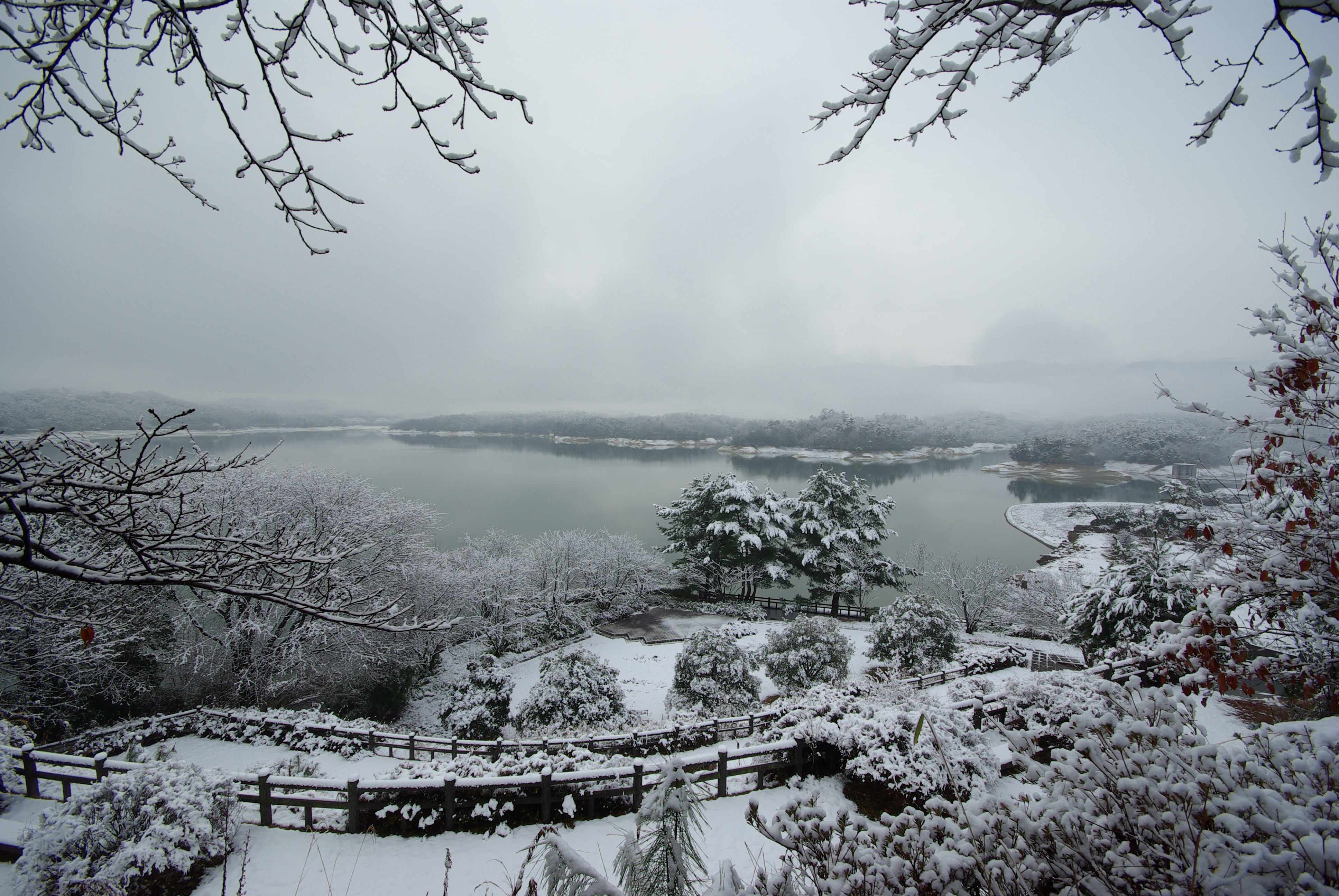
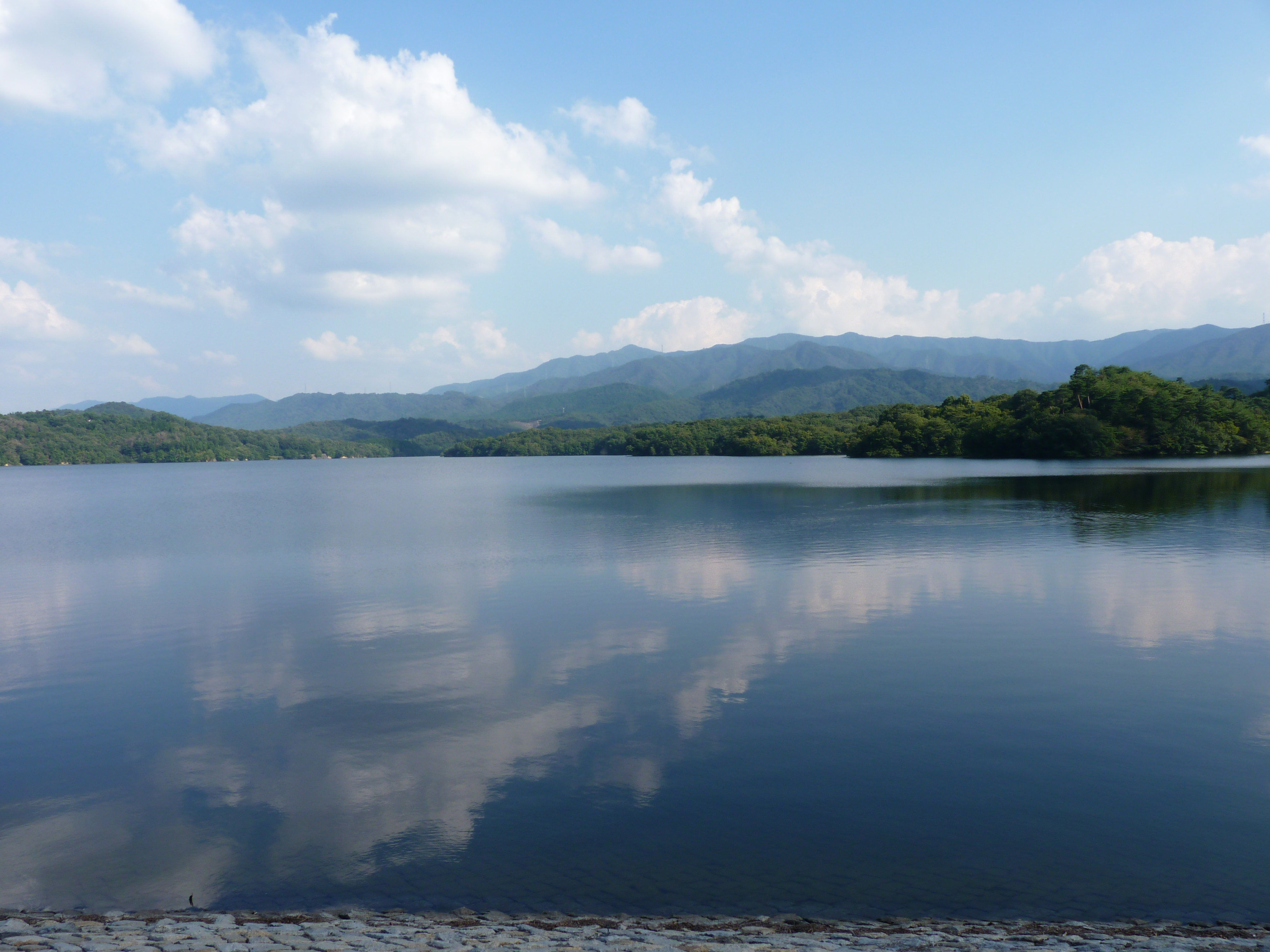